# 安藤匡子
安藤匡子（あんどう まさこ、Masako ANDOH）は、日本の獣医師、獣医学者。学位は獣医学博士（岐阜大学大学院・2004年）。鹿児島大学 共同獣医学部・准教授。 

## 経歴
- 山口大学  農学部  獣医学科 卒業
- 岐阜大学大学院 連合獣医学研究科 博士課程 修了
- 東京農工大学 農学部 獣医学科・助教
- テキサス A&M ヘルス・サイエンス・センター・研究員
- 厚生労働省 国立感染症研究所 ウイルス第一部・勤務
- 鹿児島大学 農水産獣医学域獣医学系 共同獣医学部 獣医学科・准教授

## 所属学会
- 日本獣医学会
- 日本細菌学会
- 日本衛生動物学会
- 日本公衆衛生学会